# 3월 21일
3월 21일은 그레고리력으로 80번째(윤년일 경우 81번째) 날에 해당한다.

## 사건
- 1935년 - 페르시아가 국호를 이란으로 고치다.
- 1955년 - 중화인민공화국 전국인민대표대회 개최 (∼3월 31일)
- 1990년 - 나미비아가 남아프리카 공화국에서 독립하다.
- 2012년 - 말리에서 군부 쿠데타가 발생하다.
- 2014년 - 블라디미르 푸틴 대통령이 러시아와 크림 공화국 합병 조약에 최종 서명하였다.

## 문화
- 1954년 - 대한민국 표준시가 동경 127도 30분을 기준으로 30분 환원됨. UTC+08:30.
- 1989년 - 대한민국에서 청주성신학교가 개교했다.
- 2012년 - 큐브엔터테인먼트 소속 비투비가 데뷔했다.

## 탄생
- 1545년 - 조선의 류격. (~?)
- 1768년 - 프랑스의 수학자 조제프 푸리에. (~1830년)
- 1813년 - 미국의 종교 지도자 제임스 스트랭. (~1856년)
- 1827년 - 조선 시대의 종교인, 교육자, 사상가자 동학의 2대 교주 최시형. (~1898년)
- 1839년 - 러시아의 작곡가 모데스트 무소륵스키. (~1881년)
- 1866년 - 일본의 정치인, 총리 대신 와카쓰키 레이지로. (~1949년)
- 1895년 - 멕시코의 대통령, 혁명가 라사로 카르데나스. (~1970년)
- 1920년 - 프랑스의 영화 감독 에릭 로메르. (~2010년)
- 1925년 - 영국의 연출가 피터 브룩. (~2022년)
- 1926년 - 핀란드의 스키 선수 헤이키 하수. (~2025년)
- 1927년
  - 대한민국의 군인, 법조인 신직수. (~2001년)
  - 대한민국의 비전향 장기수 최하종.
  - 독일의 정치인 한스디트리히 겐셔. (~2016년)
- 1928년 - 대한민국의 패션 디자이너 노라 노.
- 1929년 - 소련의 역도 선수 라파옐 치미시캰. (~2022년)
- 1930년
  - 대한민국의 시인 김시철. (~2023년)
  - 미국의 음악가 오티스 스팬. (~1970년)
- 1938년 - 대한민국의 전직 목사, 경찰 이근안.
- 1939년 - 미국의 야구 선수 토미 데이비스. (~2022년)
- 1940년 - 대한민국의 군인 출신 공학자, 정치인 오명.
- 1942년 - 예멘의 대통령 알리 압둘라 살레. (~2017년)
- 1943년
  - 대한민국의 배우 이신재. (~2020년)
  - 미국의 정치인 밥 쿠스트라.
  - 독일의 귀족 안드레아스 폰 작센코부르크고타 공작. (~2025년)
- 1945년
  - 대한민국의 배우 조경환. (~2012년)
  - 미국의 육상 선수 찰스 그린. (~2022년)
- 1947년 - 대한민국의 경제학자, 교육자, 전 국무총리 정운찬.
- 1949년 - 슬로베니아의 사상가 슬라보이 지제크.
- 1950년
  - 대한민국의 가수 조용필.
  - 대한민국의 사회사업가, 유진 벨 재단 회장 스티브 린턴.
- 1952년 - 대한민국의 기업인, 정치인 장대환.
- 1953년 - 쿠바의 권투 선수 에밀리오 코레아. (~2024년)
- 1955년
  - 브라질 제38대 대통령 자이르 보우소나루.
  - 프랑스의 축구 선수 필리프 트루시에.
- 1956년 - 대한민국의 정치인 박기춘.
- 1958년 - 영국의 영화배우 게리 올드먼.
- 1959년 - 대한민국의 변호사, 정치인 양승조.
- 1960년 - 브라질의 자동차 경주 선수 아이르통 세나. (~1994년)
- 1961년
  - 대한민국의 학원인 손주은.
  - 독일의 전 축구 선수, 현 축구 감독 로타어 마테우스.
  - 일본의 전 축구 선수, 축구 감독 조후쿠 히로시.
- 1962년
  - 대한민국의 법조 겸 세무사 김병준.
  - 미국의 배우 매슈 브로더릭.
  - 미국의 배우, 희극인, 작가 로지 오도널.
- 1963년
  - 네덜란드의 축구 선수, 축구 지도자 로날트 쿠만.
  - 대한민국의 배우 이재용.
  - 대한민국의 정치인, 변호사 송영길.
- 1964년
  - 독일의 의사 그레고르 웨닝. (~2024년)
  - 이라크의 전 축구 선수 아메드 라디.
  - 일본의 소설가 에쿠니 가오리.
- 1965년
  - 대한민국의 성우 구자형.
  - 대한민국의 한의사 정지행.
  - 일본의 성우 야마자키 와카나.
- 1966년 - 대한민국의 작가 노희경.
- 1967년 - 대한민국의 정치인 주대하.
- 1968년
  - 대한민국의 정치인 김진규.
  - 미국의 영화 감독, 영화 각본가 카린 쿠사마.
  - 잉글랜드의 축구 선수 데일리언 앳킨슨. (~2016년)
- 1969년
  - 대한민국의 가수 전유나.
  - 이란의 전 축구 선수, 현 축구 감독 알리 다에이.
- 1970년
  - 대한민국의 성우 이용순.
  - 브라질의 축구 선수 모아시르 로드리게스 산투스. (~2024년)
- 1971년 - 대한민국의 전 야구 선수 이상훈.
- 1972년
  - 일본의 성우 시라토리 테츠.
  - 대한민국의 유도 선수 조민선.
- 1973년 - 대한민국의 가수, 뮤지컬 배우 김지훈. (~2013년)
- 1974년
  - 대한민국의 성우 전광주.
  - 대한민국의 야구 선수 최승민.
- 1975년 - 대한민국의 배우 선우선.
- 1976년 - 대한민국의 전 야구 선수 최동진.
- 1978년 - 대한민국의 배우 백도빈.
- 1979년
  - 대한민국의 야구 선수 김민우.
  - 대한민국의 가수 신소영.
- 1980년
  - 대한민국의 가수 이진 (핑클).
  - 대한민국의 가수 신현탁.
  - 캐나다의 가수 데릭 위블리.
- 1981년
  - 대한민국의 시인, 싱어송라이터 하상욱.
  - 대한민국의 아나운서 김윤주.
- 1982년 - 대한민국의 배우 공대유.
- 1983년 - 대한민국의 래퍼 아웃사이더.
- 1984년
  - 대한민국의 야구 선수 서동욱.
  - 우루과이의 축구 선수 기예르모 다니엘 로드리게스.
- 1985년
  - 대한민국의 야구 선수 김재호.
  - 미국의 전 아이스하키 선수 라이언 캘러헌.
- 1986년 - 대한민국의 손해사정사 박찬종.
- 1987년
  - 대한민국의 골프 선수 이가나.
  - 대한민국의 기자 강병수.
- 1988년
  - 대한민국의 기상 캐스터 정혜경.
  - 대한민국의 축구 선수 이경환. (~2012년)
- 1989년
  - 대한민국의 야구 선수 신본기.
  - 일본의 배우 사토 타케루.
  - 스페인의 축구 선수 조르디 알바.
  - 대한민국의 요트 선수 하지민.
  - 우루과이의 축구 선수 니콜라스 로데이로.
- 1990년
  - 대한민국의 축구 선수 김민우.
  - 대한민국의 가수, 배우 앨리스 (헬로비너스).
  - 프랑스의 농구 선수 앙드루 알비시.
- 1991년
  - 프랑스의 축구 선수 앙투안 그리즈만.
  - 콜롬비아의 축구 선수 마테우스 우리베.
  - 영국의 사브르 펜싱 선수 소피 윌리암스.
- 1992년
  - 대한민국의 가수 허영주 (더 씨야, 리얼걸프로젝트).
  - 일본의 배우 미즈사와 에레나.
  - 스페인의 축구 선수 조르디 아마트.
- 1993년
  - 대한민국의 서양화가 이지영.
  - 영국의 태권도 선수 제이드 존스.
  - 핀란드의 축구 선수 예세 요로넨.
- 1994년
  - 대한민국의 가수 조하.
  - 러시아의 바이애슬론 선수 예두아르트 라티포프.
  - 일본의 아이돌 모리 안나. (AKB48)
- 1995년 - 대한민국의 전 가수 서은교.
- 1996년
  - 대한민국의 배우 한지현.
  - 대한민국의 가수, 축구 선수 전종혁.
- 1997년
  - 중화인민공화국의 배드민턴 선수 허빙자오.
  - 대한민국의 가수 정광현 (퍼플레인).
- 1998년
  - 대한민국의 야구 선수 김태현.
  - 대한민국의 다이빙 선수 우하람.
- 2000년 - 대한민국의 가수 윤산하 (아스트로).
- 2001년 - 대한민국의 가수 그을.
- 2002년 - 대한민국의 축구 선수 이종훈.
- 2003년 - 대한민국의 가수 민서. (세러데이)
- 2004년 - 대한민국의 가수 앤톤.
- 2005년 - 일본의 배우 겸 가수 다테 카야 (STARRY PLANET☆최연소).
- 2007년 - 대한민국의 배우 메이슨 문 무어하우스.

### 미상
- 대한민국의 가수 장판숙. (전기장판)
- 대한민국의 가수 NN. (클라우디안)

## 사망
- 547년 - 기독교의 성인 누르시아의 베네딕토. (480년~)
- 1762년 - 프랑스의 천문학자, 측지학자 니콜라 루이 드 라카유. (1713년~)
- 1891년 - 미국의 군인 조지프 E. 존스턴. (1807년~)
- 1936년 - 러시아의 작곡가 알렉산드르 글라주노프. (1865년~)
- 1949년 - 대한민국의 작가 함대훈. (1907년~)
- 2001년 - 대한민국 현대그룹의 창업자 정주영. (1915년~)
- 2013년 - 대한민국의 정치인 김선흥. (1936년~)
- 2016년
  - 대한민국의 정치인 곽정숙. (1960년~)
  - 미국의 기업인이자 공학자 앤디 그로브. (1936년~)
- 2020년
  - 대한민국의 한복 디자이너 이리자. (1935년~)
  - 레알 마드리드의 기업가 로렌소 산스. (1943년~)
  - 필리핀의 정치인 에일린 바비에라. (1959년~)
- 2021년
  - 대한민국의 군인 김영관. (1925년~)
  - 폴란드의 시인 아담 자가예프스키. (1945년~)
- 2022년 - 캐나다의 영화배우 로런스 데인. (1937년~)
- 2023년
  - 대한민국의 법조인 노재윤. (1945년~)
  - 일본의 배우 겸 모델 카타세 미즈키. (1996년~)
- 2025년
  - 소련의 외교관 올레크 고르디옙스키. (1938년~)
  - 대한민국의 정치인 곽영달. (1934년~)
  - 튀르기예의 영화배우 필리즈 아큰. (1943년~)
  - 미국의 권투선수 조지 포먼. (1949년~)

## 기념일
- 국제 인종 차별 철폐의 날
- 유엔이 정한 국제산림의 날(International Day of Forests)
- 어머니날 (대부분의 아랍국가)
- 세계다운증후군의 날(World Down Syndrome Day)
- 세계 시의 날(World Poetry Day)
- 세계 인형극의 날(World Puppetry Day)

## 같이 보기
- 전날: 3월 20일 다음날: 3월 22일 - 전달: 2월 21일 다음달: 4월 21일
- 음력: 3월 21일
- 모두 보기